# Rothselberg
Rothselberg település Németországban, Rajna-vidék-Pfalz tartományban. Lakosainak száma 611 fő (2023. december 31.).

## Népesség
A település népességének változása:
| Lakosok száma | 741  | 624  | 617  | 615  | 623  | 611  |
|               | 1975 | 2017 | 2019 | 2021 | 2022 | 2023 |